# Ludger Brummelaar
Ludger Brummelaar (1963) is een Nederlandse vlagofficier van de Koninklijke Marine in de rang van schout-bij-nacht  en is sinds 1 januari 2018 chef van het Militaire Huis van de Koning.

## Biografie
Brummelaar startte in 1984 zijn opleiding aan het Koninklijk Instituut voor de Marine. In 1987 werd hij officier op het fregat Hr.Ms. Philips van Almonde. In 1989 studeerde hij af aan de Universiteit van Amsterdam. In de jaren '90 vervulde hij verschillende varende functies. Vervolgens vervulde hij diverse management- en beleidsfuncties op het ministerie van Defensie. In 2010 werd hij uitgezonden als contingentscommandant van de Nederlandse eenheden in Afghanistan. Terug in Nederland kreeg Brummelaar de leiding over het reorganisatieproject als gevolg van de bezuinigingen bij de Koninklijke Marine. Hierna leidde hij een project met betrekking tot vereenvoudiging van bestuur en bedrijfsvoering waarna hij in 2014 in de rang van commandeur "directeur projecten" werd bij de Defensie Materieel Organisatie.
Op 1 januari 2018 werd hij benoemd tot chef van het Militaire Huis van de Koning. Hiertoe werd hij per die datum bevorderd tot schout-bij-nacht. Hij volgde in die laatste functie generaal-majoor der Infanterie (Fuseliers) Hans van der Louw op, die toen met leeftijdsontslag ging.
Als chef van het Militaire Huis is schout-bij-nacht Brummelaar ook adjudant-generaal van de Koning.